# Afrânia (gente)
A gente Afrânia (em latim: Afrania) foi uma família plebeia em Roma, mencionada pela primeira vez no século II a.C. O primeiro membro desta gens a se destacar foi Caio Afrânio Estélio, que se tornou pretor em 185 a.C.

## Origem
O nomen Afrânio pertence a uma classe de gentilícias derivadas de sobrenomes que terminam em -anus, geralmente originados de nomes de lugares. Os Afranii podem ter sido de origem picentina. Lúcio Afrânio, que ocupou o consulado em 60 a.C., era da região de Piceno, e Tito Afrânio foi um dos líderes dos aliados durante a Guerra Social.

## Praenomina
Os principais praenomina utilizados pelos Afranii foram Lúcio, Públio, Caio, Cneu e Sexto. Também há várias ocorrências de Marco e Quinto, enquanto outros praenomina aparecem com menos frequência, com casos individuais de Aulo, Espúrio e Tito.

## Ramos e cognomina
O único cognomen dos Afranii durante a República é Estélio, que se refere a uma salamandra ou lagarto manchado, possivelmente implicando que o portador era astuto. Outros sobrenomes são encontrados durante o Império.

## Membros
- Caio Afrânio Estélio, pretor em 185 a.C., e triumvir para fundar uma colônia em 183.[6][7]
- Caio Afrânio C. f. Estélio, serviu na guerra contra Perseus, e foi capturado na rendição da guarnição romana em Uscana, 169 a.C.[8]
- Lúcio Afrânio, um poeta cômico que viveu no início do século I a.C.[9][10][11][12][13][14][15][16][17][18]
- Tito Afrânio, um dos líderes dos confederados italianos na Guerra Social.[19][20]
- Lúcio Afrânio A. f., legado de Cneu Pompeius, e cônsul em 60 a.C.[21][22][23][24][25][26][27][28][29][30][31][32]
- Espúrio Afrânio, aparece em moedas.[33]
- Marco Afrânio, aparece em moedas.[33]
- Gaia Afrânia, esposa do senador Licinius Buccio.[34][35]
- Lúcio Afrânio L. l. Buccio, um liberto mencionado em uma inscrição de Roma.[36]
- Lúcio Afrânio L. f. A. n., negociou com César em Hispania pela sua vida e a de seu pai.[37]
- Públio Afrânio Potitus, que prometeu sacrificar-se para garantir a recuperação de Calígula de uma doença, foi cruelmente executado pelo imperador para cumprir a promessa.[38][39]
- Sexto Afrânio Burro, um general na época de Cláudio, que atuou como tutor e conselheiro do imperador Nero. Quando se recusou a ajudar Nero a se livrar de sua mãe e depois de sua esposa, o imperador mandou Burrus envenenar em 62 d.C.[40][41][42]
- Afrânio Quintiano, um senador, foi forçado a cometer suicídio devido à sua participação na conspiração de Piso contra Nero em 65 d.C.[43]
- Sexto Afrânio Prifernas, mencionado em uma inscrição funerária de Roma, datada de 70 d.C.[44]
- Cneu Afrânio Dexter, amigo do epigramista Marco Valerius Martialis, foi cônsul suffectus a partir das Calendas de maio em 105 d.C. Ele foi assassinado no início de julho.[45][46][47]
- Públio Afrânio Apthorus, mencionado em uma lista de doadores em Veleia datada do reinado de Trajano.[48]
- Afrânio Priscus, mencionado em uma lista de doadores em Veleia durante o reinado de Trajano.[48]
- Afrânia Musa, mencionada em uma lista de doadores em Veleia durante o reinado de Trajano.[48]
- Públio Afrânio Flavianus, cônsul em 117 d.C.[47]
- Cneu Afrânio, avô de Cneu Afrânio Priscus Sabinianus.[49]
- Cneu Afrânio Sabinus, pai de Cneu Afrânio Priscus Sabinianus.[49]
- Cneu Afrânio Cn. f. Cn. f. Priscus Sabinianus, enterrado em Aesernia em Samnium, durante o século II d.C.[49]
- Lúcio Afrânio L. f. Sedatus, natural de Sutrium, foi soldado na guarda pretoriana em 197 d.C.[50]
- Caio Afrânio Victor, um dos vigiles na época de Septímio Severo.[51]
- Marco Afrânio Hannibal, tribuno de uma coorte na trigésima legião em Pannonia, em algum momento no final do século III.[52]
- Afrânio Hannibalianus, um senador e oficial militar, cônsul em 292 d.C.
- Eutropia, possivelmente irmã de Afrânio Hannibalianus.
- Afrânio Syagrius, cônsul em 382 d.C.

### Afranii Imperiais de data incerta
- Afrânia L. l., filha de Urania, uma liberta, enterrada em Narbo, com onze anos.[53]
- Cneu Afrânio, pai de Cneu Afrânio Bromius.[54]
- Lúcio Afrânio, mencionado em uma inscrição de Begastrum em Hispania Citerior.[55]
- Públio Afrânio, o antigo mestre de Públio Afrânio Hermes e Afrânia Romana.[56]
- Públio Afrânio, pai de Públio Afrânio Segundo.[57]
- Quinto Afrânio, mencionado em uma inscrição de Roma.[58]
- Quinto Afrânio, o antigo mestre de Quinto Afrânio Cresimus.[59]
- Caio Afrânio Apollinaris, um soldado na guarda pretoriana.[60]
- Cneu Afrânio Cn. f. Bromius, marido de Numisia Marcella, enterrado em Aufidenia em Samnium.[54]
- Lúcio Afrânio Cerealis, o antigo mestre de Lúcio Afrânio Eros e Afrânia Procilla.[53]
- Lúcio Afrânio Clementianus, enterrado em Thugga em África Proconsularis.[61]
- Lúcio Afrânio Corinthus, mencionado em uma inscrição funerária de Brundisium.[62]
- Quinto Afrânio Q. l. Cresimus, mencionado em uma inscrição de Roma.[59]
- Lúcio Afrânio L. l. Eros, um liberto e marido de Afrânia Procilla, foi um dos Sodales Augustales em Tarraco em Hispania Tarraconensis.[53]
- Marco Afrânio Euporius, um dos Sodales em Olisipo.[63]
- Sexto Afrânio Firmus, mencionado em uma inscrição de libação de Carnuntum em Pannonia Superior.[64]
- Lúcio Afrânio Fortunatianus, enterrado em Thugga, com dezessete anos.[65]
- Cneu Afrânio Hermes, enterrado em Portus.[66]
- Públio Afrânio P. l. Hermes, marido de Afrânia Romana, foi um liberto enterrado em Roma.[56]
- Afrânia Hermione, mencionada em uma inscrição de Roma.[67]
- Afrânia Hilara, enterrada em Carnuntum, com vinte e cinco anos.[68]
- Quinto Afrânio Ingenuus, enterrado em Thuburnica em África Proconsularis, com oitenta e cinco anos.[69]
- Lúcio Afrânio Ipocrates, liberto de Galliopa, enterrado em Belianes em Hispania Citerior, com trinta e seis anos.[70]
- Sexto Afrânio S. f. Lautus, filho de Afrânia Prote, enterrado em Roma, com dez anos, nove meses e quatro dias.[71]
- Públio Afrânio Major, um soldado na quinze legião, mencionado em uma inscrição funerária de Carnuntum.[68]
- Lúcio Afrânio Marítimo, marido de Julia Severa e pai de Lúcio Afrânio Severo.[72]
- Sexto Afrânio Optato, mencionado em uma inscrição funerária de Roma.[73]
- Sexto Afrânio Philetus, enterrado em Tarquinii, com cinquenta e seis anos.[74]
- Caio Afrânio Plocamus, mencionado em uma inscrição de Roma.[67]
- Afrânia L. l. Procilla, uma liberta e esposa de Lúcio Afrânio Eros.[53]
- Afrânia Prote, mãe de Sexto Afrânio Lautus.[71]
- Afrânia P. l. Romana, esposa de Públio Afrânio Hermes, foi uma liberta enterrada em Roma, com vinte e dois anos e sete meses.[56]
- Públio Afrânio P. f. Segundo, natural de Hadrumetum, foi enterrado em Lambaesis em Numidia, com dezessete anos e vinte e oito dias.[57]
- Sexto Afrânio Sereno, mencionado em uma inscrição funerária de Roma.[75]
- Lúcio Afrânio Successus, enterrado em Thugga, com quarenta e sete anos.[76]
- Lúcio Afrânio L. f. Severo, filho de Lúcio Afrânio Marítimo e Julia Severa, enterrado em Albintimilium em Liguria, com quatorze anos.[72]
- Lúcio Afrânio Victor, um veterano da terceira legião, enterrado no atual local de Mechta Tafsa, anteriormente parte de Mauretania Caesariensis.[77]
- Públio Afrânio Victor, marido de Claudia Ingenua, um centurião enterrado em Matrica em Pannonia Inferior, com cinquenta anos.[78]